# Fontenelle, Territoire de Belfort
Fontenelle är en kommun i departementet Territoire de Belfort i regionen Bourgogne-Franche-Comté i östra Frankrike. Kommunen ligger i kantonen Danjoutin som tillhör arrondissementet Belfort. År 2022 hade Fontenelle 135 invånare.

## Befolkningsutveckling
Antalet invånare i kommunen Fontenelle
| Referens: INSEE |